# ودندورف
ودندورف (به آلمانی: Wedendorf) یک منطقهٔ مسکونی در آلمان است که در ودندورفرزه واقع شده‌است. ودندورف ۲۹۰ نفر جمعیت دارد.